# Nicolae Cârlan
Nicolae Cârlan (n. 15 decembrie 1939, Bălănești, comuna Vultureni – azi: Dealu Morii, județul Tecuci – azi: județul Bacău) este un profesor, muzeograf, editor, istoric și critic literar român.
Născut într-o familie de agricultori înstăriți, de religie creștin-ortodoxă, este primul dintre cei patru copii zămisliți, crescuți și educați în cultul muncii și bunei cuviințe de Gheorghe și Lisaveta Cârlan.
A urmat școala primară (clasele I - IV) în comuna natală, la Școala din Tăvădărești (anii 1947 - 1951), apoi, ciclul gimnazial (clasele V-VII), la Banca și Lichitișeni (anii 1951 -1954), școala fiind acum adăpostită, succesiv, în fostele curți boierești (Cârlan și Papadopol) din aceste sate. Liceul (Școala Medie Mixtă de 10 ani) îl va absolvi la Podu Turcului, între anii 1954 - 1957 dând bacalaureatul, la Liceul din Petroșani, în anul 1967.
Licențiat al Facultății de Limba și Literatura Română - secundar limba franceză la Universitatea din București (1969 - 1973), printre profesorii favoriți numărându-se: Alexandru Piru, Dimitrie Păcurariu, Zoe Dumitrescu Bușulenga, Romul Munteanu, Alexandru Dima, Ov. S. Crohmălniceanu, Elena Zaharia, Dimitrie Macrea, Paula Diaconescu, Alexandru Niculescu, Constantin Dominte, Ion Banu, Dionisie Petcu, Aurel Petrescu.
A fost învățător, bibliotecar, pedagog, muncitor miner și tehnician constructor necalificat, profesor și (din anul 1975 până la pensionare) muzeograf.
Merite deosebite în organizarea Caselor Memoriale „Nicolae Labiș” (Mălini), „Eusebiu Camilar” (Udești), a Muzeului Memorial, „Ciprian Porumbescu” (Stupea), a Expoziției memoriale (permanente) „Ion Luca” (Vatra Domei); contribuții la organizarea Muzeului de Istorie din cadrul Complexului Muzeal Bucovina (Suceava).
A prelucrat și valorificat muzeografic, publicistic și editorial mai multe fonduri arhivistice, memoriale și bibliofile: „Nicole Labiș”, „Ion Luca”, „S. FI. Marian”, „Ciprian și Iraclie Porumbescu”, „Leca Morariu”, „Petru Comarnescu”, „Eusebiu Camilar”, „Vasile Bumbac”, „Constantin Milici”, colecția de carte românească veche de la Mănăstirea Dragomima (județul Suceava).
A participat la peste 50 de sesiuni de comunicări științifice, din care circa 20 de nivel național și academic.
A fost redactor (1977 - 1998) și secretar de redacție (1999) la publicația „Suceava, anuarul Muzeului Județean” din Suceava. A înființat și condus, după 1989, câteva publicații efemere: „Țara de Sus” (periodic al Organizației Județene a Frontului Salvării Naționale, Suceava), „Gazeta Bucovinei”, „Concordia”.
Membru fondator al Organizației Județene a Frontului Salvării Naționale, Suceava. A fost ales, de la început, în consiliul de conducere al acestei organizații, răspunzând de resortul „Propagandă”, în anii 1990, 1991 și (parțial) 1992. Ulterior a devenit imun la orice maladie politic(ianist)ă.
Este membru al Uniunii Scriitorilor din România, secretar al Societății Scriitorilor Bucovineni și redactor la revista „Bucovina literară”.
Cercetări privind viața și opera lui Nicolae Labiș, Ion Luca, Eusebiu Camilar, Petru Comamescu, Iraclie și Ciprian Porumbescu, Leca Morariu, S. FI. Marian, Vasile Bumbac, Constantin Milici, Dimitrie Petrino, Al. I. Odobescu, Radu Gyr, Eugen Lovinescu ș. a.

## Debut publicistic
- În revista „Limbă și literatură română pentru elevi”, anul I, nr. 2, 1974, cu o analiză literară a poemului Călin (file din poveste), de Mihai Eminescu.

## Colaborări
- „Limbă și literatură pentru elevi”
- „Limbă și literatură”
- „Suceava, anuarul Muzeului Județean”
- „Luceafărul”
- Almanahul „Luceafărul”
- Almanahul „Apă vie”
- „Cronica”
- „Tribuna”
- „România literară”
- „Contemporanul”
- „Manuscriptum”
- „Valori bibliofile din patrimoniul cultural național”
- „Literatorul”
- „Ateneu”
- „Pagini bucovinene”
- „Pagini literare”
- „Convorbiri literare”
- „Neamul românesc”
- „Dacia	literară”
- „Moldova”
- „Hyperion”
- „Revista română” (Iași)
- „Steaua”
- „Familia”
- „Orient latin”
- „Septentrion”
- „Analele Bucovinei”
- „Glasul Bucovinei”
- „Bucovina literară”
- Almanahul „Bucovina literară”
- „Limba română” (Chișinău)
- „Lumină lină / Gracious Light’ (New York)
- „Scriptum”
- „Zori noi”/„Crai nou”
- „NordPress” (Suceava)
- „Plai românesc” (Cernăuți)
- „Arcașul” (Cernăuți)

## Volume de autor
- Suceava, ghid turistic al județului - în colaborare - (București, Editura Sport-Turism, 1979) - debut editorial
- Nicolae Labiș. Album memorial (editat de revista „Secolul XX”, București, 1987 în colaborare cu Gheorghe Tomozei
- Virtuți și virtualități poetice în manuscrisele lui Nicolae Labiș (Suceava, Editura „Bucovina Viitoare, 1998)
- Eusebiu Camilar în note scrisori și dedicații (Suceava, 1998)
- Mihai Eminescu în context bucovinean (Suceava, 2000), ediția a doua (cu titlul M. Eminescu în context bucovinean), revizuită și adăugită, Suceava, Editura Lidana, 2009
- Lupta cu inerția la timpul prezent (Timișoara, Editura Augusta, 2001)
- Ion Luca sau viața ca o dramă (Bacău, Editura Corgal Press, 2004)
- Triptic eminescian: Suceava, Ștefan cel Mare și Sfânt, Mănăstirea Putna (Suceava, Editura Lidana, 2005)
- Studii și materiale de istoria culturii române vechi (Suceava, Editura Lidana, 2006).

## Ediții
- Ciprian Porumbescu, Colecțiune de cântece sociale. Ediție și postfață de Nicolae Cârlan (Suceava, 1990); ediția a treia, Suceava, Fundația Culturală „Leca Morariu”, 2008
- Mihai Eminescu despre Procesul „Arboroasa”. Selectarea textelor, a ilustrației și cuvânt înainte de Nicolae Cârlan (Suceava, 1993)
- Nicolae Labiș, Trei poeme: Miorița, Meșterul, Moartea căprioarei. Ediție bibliofilă de Nicolae Cârlan, cu o precuvântare — Piatra silvestră - de Gheorghe Tomozei, ilustrații de Ioana Nistor (Suceava, 1995)
- Mihai Eminescu, La Bucovina. Cuvânt înainte de Dimitrie Vatamaniuc. Selecție și ordonarea textelor, notă asupra ediției și postfață de Nicolae Cârlan (Suceava, Editura Hurmuzachi, 1996)
- Serbarea Națională de la Putna, 15/27 august 1871. Documente. Ediție și prefață de Nicolae Cârlan, postfață de Lorin Fortuna (Timișoara, Editura Mirton, 1996)
- Leca Morariu, Drum sfânt înspre libertatea românească (file de jurnal inedite). Ediție și cuvânt înainte de Nicolae Cârlan (Suceava, 1998)
- Omagiu lui Ciprian Porumbescu. 1853-1883-2003. Redactor și coautor, Nicolae Cârlan (Suceava, 2003)
- Ciprian Porumbescu, Corespondență. Ediție, notă editorială și cronologie de Nicolae Cârlan (Suceava, 2003)
- Nicolae Labiș, Doină întârziată (versuri inedite). Ediție și cuvânt înainte de Nicolae Cârlan (Suceava, Editura Lidana, 2005)
- Nicolae Labiș, Moartea căprioarei. Ediție bibliofilă de Nicolae Cârlan (Suceava, 2005)
- Nicolae Labiș, Dincolo de fruntariile poeziei, I (proză și dramaturgie). Ediție și cuvânt înainte de Nicolae Cârlan (Suceava, Editura Mușatinii, 2005)
- Petru Comarnescu, Documentar memorialistic. Ediție și comentarii de Nicolae Cârlan (Suceava, Editura Lidana, 2005)
- Ion Luca, Salba reginei (teatru religios). Cuvânt înainte de I. P. S. Bartolomeu Valeriu Anania. Ediție, schiță biobibliografică, și postfață de Nicolae Cârlan (Bacău, Editura Corgal Press, 2005)
- Mircea Grigoroviță, Victor Morariu. Ediție și cuvânt înainte de Nicolae Cârlan (Suceava, 2005)
- V. Gh. Popa, Nicolae Labiș, folclorist. Ediție îngrijită de Nicolae Cârlan și Adrian Cocârță, cuvânt înainte și postfață de Nicolae Cârlan (Suceava, Editura Lidana, 2006)
- S. Fl. Marian, Istoria literaturii române din Bucovina. Ediție îngrijită și prefață de Nicolae Cârlan (Suceava, 2007)
- Petru Drișcu, Prezentul sub lentile. Text stabilit, ediție și prefață de Nicolae Cârlan (Suceava, 2007)
- Nicolae Labiș, Traduceri. Ediție îngrijită și prefață de Nicolae Cârlan (Suceava, 2007)
- Ion Luca, Când țipă animalul [teatru inedit]. Ediție îngrijită, prefață, notă biobibliografică și anexe documentare de Nicolae Cârlan (București, Editura Floare albastră, 2007)
- Nicolae Labiș, Corespondență, ediție îngrijită și prefață (Coordonate biografice în corespondența lui Nicolae Labiș) de Nicolae Cârlan, Suceava, Editura Lidana, 2009.

Despre activitatea literară a lui Nicolae Cârlan au scris: Gheorghe Tomozei, Al. Piru, Alex. Ștefănescu, N. Georgescu, Theodor Codreanu, Marian Barbu, Simion Bărbulescu, Vlad Sorianu, Petru Ursache, Ilie Dan, Emil Nicolae, Ion Beldeanu, Mircea A. Diaconu, Adrian Voica, Emilian Marcu, George Bădărău, Li viu Papuc, Comei Galben, Eugen Budău, Ioan Dănilă, Doina Cemica, Liviu Dorin Clement, Emil Satco, Rodica Mureșan, Ioan Iețcu, Adrian Toderiu (Cernăuți), Ioan Țicalo, Constantin Blănaru ș. a.